# Oriana Kurteshi
Oriana Kurteshi est une soprano franco-albanaise, née à Berat Albanie. Diplômée au Université des Arts de Tirana, ses multiples activités artistiques chanteuse d'opéra, concertiste, chambriste, et pédagogue de chant, ferons d'elle une artiste qui vit sa passion sous toutes ses formes.

## Biographie

### Formation
Oriana Kurteshi commence à chanter à l’âge de cinq ans, dans un centre culturel de petits chanteurs à Tirana, (Pallati i Pioniereve). Après ses études au Lycée artistique Jordan Misja (en) de Tirana, elle rentre à l'Université des arts de Tirana dans la classe de Suzana Frashëri (pl).
En parallèle de ses études à l'âge de 17 ans elle participe à la compétition organisée par la soprano Katia Ricciarelli et sa sélection lui permet d'intégrer l'Académie de Mantoue en 1993, et en l'automne, elle s’installe à Venise où elle perfectionne son art avec Alessandra Althoff et Giuseppe Pugliese, qui deviendront ses mentors de sa vie artistique.
Elle suit des cours avec Thomas Hampson à la Mozarteum de Salzbourg pendants ses études à Mozarteum.
Elle fait ses débuts sur la scène internationale en 2000. Après le Concours international de chant Hans-Gabor Belvedere (de) à Vienne, elle sera engagée en 2000-2003 au Théâtre de Klagenfurt dans Carmina Burana de Orff, Barbarine/Susanna dans Les Noces de Figaro, Tebaldo dans Don Carlo de Verdi, Pamina/Papagena dans La Flute enchantée de Mozart.
En 2001, elle chante le rôle d’Oscar (Un Bal Masqué) de Verdi à la Scala de Milan sous la direction de Riccardo Muti, puis au théâtre communal de Bologne et à Tel Aviv avec l'Orchestre philharmonique d'Israël sous la direction de Daniel Oren. Au Carlo-Felice de Gènes, elle chante Karolka (Jenufa) de Janacek, puis le Mozart Requiem au Festival Galuppi Venise.
En 2002, en hommage aux victimes des attentats du 11 septembre 2001, elle chante au Avery Fisher Hall dans le cadre du Festival de Ravenne sous la direction de Riccardo Muti, Adina  (L'Élixir d’amour ) de Gaetano Donizetti à l'Opéra national de Séoul, Sofia (Il Signor Bruschino) de Rossini au Festival Galuppi à Venise, Tebaldo (Don Carlo) de Verdi au Carlo-Felice de Genes, puis Papagena (La Flûte enchantée) de Mozart à Teatro Lirico di Cagliari.
En 2003-2004 à La Scala de Milan, elle interprète le rôle de Constance ( Dialogues des carmélites) de Francis Poulenc, ainsi qu'Olga (Fedora) de Umberto Giordano. Elvira ( L'Italienne à Alger) à  l'Opéra National du Rhin, Susanna  (Les Noces de Figaro), au Théâtre communal Mario Del Monaco à Trévise.
Et depuis, elle poursuit une carrière de soliste en Europe comme Yvette/Lisette( La rondine) au Théâtre du Châtelet à Paris, puis au Capitole de Toulouse, Adriana Lecouvreur (Teatro comunale (Florence), Nanette(Falstaff  ) à l’Opéra national d'Estonie à Tallinn, Tebaldo (Don Carlo) à l'Opéra royal de Wallonie, puis à Opéra national du Rhin. Elle chante également Titania (Le Songe d'une nuit d'été (Mendelssohn) à Trieste ; Lisette (La Rondine) à La Fenice de Venise, Lucia (Lucia di Lammermoor) au Théatre National Tirana Albanie, Marie (La Fille du régiment) au festival d'opéra de Calviá, et Nannette  (Falstaff) à Parma.
En 2011-2012, elle chante Belinda  (Dido and Æneas) à la Fenice, Juliette (Roméo et Juliette) de Gounod à Ravenne, puis Trente. Susanna à Théâtre National Tirana, La Messe de Saint Cecile de Gounod à Strasbourg, La Médée (Cherubini) au Teatro Nacional de Sao Carlos. Nannette à Opéra de Toulon. Elle donne un Récital à la "Salle Cortot" accompagnée par le pianiste Genc Tukiçi.
Elle collabore aussi avec différents festivals en Europe, le Mai Festival en Estonie en 2009 ou chante "Die Jahreszeiten" de Joseph Haydn, puis avec Galuppi Festival en 2018/2021 avec "Petite messe solennelle" de Rossini. À Lausane "Salle Penderenski", "Messe du Couronnement (Mozart), et à Strasbourg avec "Stabat Mater" (Rossini). En 2012, elle fait un tour des concerts au différentes salle en France avec l'harpiste Anja Linder.
Oriana est en 1996-1998 une des plus jeunes solistes attitrées de l’Opéra et Ballet national d’Albanie à Tirana et débutera Zerlina(Don Giovanni), Despina(Così fan tutte) de Mozart, Sofia (Il signor Bruschino) de Rossini, Clarice (Il mondo della luna) de Haydn.
Elle est renommée en Albanie comme Artiste d'excellence dans le monde.

## Prix et distinctions.
- 1999 : Prix du Lucia Valentini Terrani à Padoue (Italie)
- 1998 : Festival International Marie Kraja[15] à Tirana (Albanie)
- 1998 : Concours international Giovanni Battista Viotti[16] à Vercelli (Italie)
- 1999 : Concours international "Corradetti" à Padoue (Italie).
- 2000 : Finaliste au Concours international de chant Hans-Gabor Belvedere (de) à Vienne (Autriche)
- 2002 : Concours Francisca Quart Palma de Majorque et Prix de la meilleure interprétation de la mélodie.

## Enregistrements
- Peace Concert - Roads to Friendship Friedenskonzert - Wege zur Freundschaft, 1999[17].
- Mozart : Les Noces de Figaro à La Scala, 2006.

## Réception
L'artiste reçoit une critique favorable, notamment par ResMusica comme lors de  l'Apothéose du hallebardier : « le Tebaldo bondissant et mutin d’Oriana Kurteshi dont la prestation, à l’Acte I, est une véritable fête », mais également dans d'autres interprétations telles celle de Susanna dans Les Noces de Figaro, celle d'Elvira ou celle des huit Zigeunerlieder (chants tsiganes) de Brahms...